# Shigeru Honjō
Le baron Shigeru Honjō (本庄 繁, Honjō Shigeru) (10 mai 1876 - 30 novembre 1945) est un général de l'armée impériale japonaise qui fut un fervent partisan des doctrines de Sadao Araki.

## Biographie
Honjō est né dans une famille paysanne de la préfecture de Hyōgo et est scolarisé dans des écoles militaires durant sa jeunesse. Il est diplômé de la 9e promotion de l'académie de l'armée impériale japonaise en 1897, et est nommé sous-lieutenant dans l'infanterie. Parmi ses camarades de classes se trouvent le futur Premier ministre Nobuyuki Abe, et les généraux Sadao Araki et Iwane Matsui. En 1902, il sort diplômé de la 19e promotion de l'école militaire impériale du Japon.
Honjō se distingue durant la guerre russo-japonaise dans le 20e régiment d'infanterie, et est promu capitaine durant le conflit. Après la guerre, il est assigné à diverses positions de l'État-major de l'armée impériale japonaise.
En 1907-1908, Honjō est envoyé à Pékin et Shanghai comme attaché militaire, et l'année suivante, il est promu major. Après divers postes dans l'État-major, dont l'un comme instructeur à l'école militaire impériale, il est promu lieutenant-colonel en 1917 et envoyé en Europe comme attaché militaire juste après la Première Guerre mondiale. En 1919, il accompagne les forces japonaises durant l'intervention en Sibérie contre l'Armée rouge bolcheviste.
Honjō est le commandant de la 11e régiment d'infanterie de 1919 à 1921. Il sert comme conseiller de Zhang Zuolin en Mandchourie de 1921 à 1924. Il est promu général de brigade en 1922, et en 1924 il est nommé commandant de la 4e brigade d'infanterie.
En 1927, Honjō est promu général de division et devient commandant de la 10e division en 1928. En 1931, il est nommé commandant-en-chef de l'armée japonaise du Guandong en Mandchourie, commandant cette force lors de l'incident de Mukden et l'invasion japonaise de la Mandchourie.
Quand Honjō est relevé de son commandement en 1932 pour insubordination, il retourne au Japon en héros national et devient membre du conseil de guerre suprême de 1932 à 1933. Il reçoit les plus hautes décorations et est élevé au titre de baron (danshaku) selon le système de noblesse kazoku.
Honjō devient plus tard aide de camp de l'empereur du Japon Hirohito jusqu'en 1936 quand son comportement suspect lors de l'incident du 26 février conduit à son retrait du service actif. Il entretient un journal intime durant cette période comme aide-de-camp, qui est publié par l'université de Tokyo en 1983.
Vers la fin de la Seconde Guerre mondiale, il sort de sa retraite pour devenir conseiller privé. Après la reddition du Japon de 1945, il est arrêté par les forces d'occupation américaines pour être jugé pour possibles crimes de guerre. Cependant, il se suicide avant le début du procès. Sa tombe se trouve au cimetière de Tama à Tokyo.